# Phisalixella arctifasciatus
Phisalixella arctifasciatus (syn. Phisalixella arctifasciata) är en ormart som beskrevs av Duméril, Bibron och Duméril 1854. Phisalixella arctifasciatus ingår i släktet Phisalixella och familjen Lamprophiidae.
Artens utbredningsområde är Madagaskar. Inga underarter finns listade i Catalogue of Life.
Arten förekommer på öns östra sida i en bred remsa längs kusten. Den hittas även på tillhörande mindre öar. Phisalixella arctifasciatus lever i regnskogar. Den är nattaktiv och klättrar i träd.
I några delar av utbredningsområdet avverkas skogen och jordbruksmark etableras. Även svedjebruk påverkar beståndet negativt. Allmänt har Phisalixella arctifasciatus en stor population. Den listas av IUCN som livskraftig (LC).